# Calle de Jordán
La calle de Jordán es una vía pública de la ciudad española de Madrid, situada en el barrio de Trafalgar, distrito de Chamberí.

## Descripción
La vía discurre desde la calle de Fuencarral hasta la plaza de Olavide. Honra con el título a Esteban Jordán, escultor del siglo XVI. Aparece descrita en Las calles de Madrid (1889) de Hilario Peñasco de la Puente y Carlos Cambronero con las siguientes palabras:

Jordán. Esta calle va desde la prolongación de la de Fuencarral á la plaza de Olavide. Es de apertura moderna. Esteban Jordán nació en Valladolid en 1548. Se le considera como pintor, escultor y arquitecto. Llegó á ser escultor de cámara de Felipe II. Existen obras suyas en Madrid, Valladolid, en Santa María de Rioseco y en Montserrat de Cataluña. Murió en 1603.
(Peñasco de la Puente y Cambronero, 1889, pp. 277-278)